# Макариха (річка)
Макариха — річка в Україні, у Знам'янському районі Кіровоградської області. Ліва притока Живої (басейн Дніпра).

## Опис
Довжина річки приблизно 6 км. Місцями пересихає.

## Розташування
Бере початок на південно-східній стороні від Плоского. Тече переважно на південний схід через село Макариху і впадає у річку Живу, ліву притоку Інгульця.